# ناحیه الغیشه
ناحیه الغیشه (به عربی: دائرة الغیشة) یک شهرستان در الجزایر است که در استان الاغواط واقع شده‌است.